# 게오르기오스 이아트리디스
게오르기오스 이아트리디스(영어: Georgios Iatridis)는 그리스의 펜싱 선수이다. 그는 아테네에서 열린 1896년 하계 올림픽에 참가했다.
이아트리디스는 사브르 경기에 나갔다. 5명의 선수가 리그형식으로 치루어진 경기에서 그는 이오아니스 게오르기아디스, 텔레마코스 카라칼로스, 아돌프 슈말, 올게르 닐센에게 모두 패해 5위를 기록하였다.